# Zaphne proxima
Zaphne proxima är en tvåvingeart som först beskrevs av Malloch 1920.  Zaphne proxima ingår i släktet Zaphne och familjen blomsterflugor. Arten är reproducerande i Sverige. Inga underarter finns listade i Catalogue of Life.